# Oedothorax insignis
Oedothorax insignis är en spindelart som först beskrevs av Friedrich Wilhelm Bösenberg 1902.  Oedothorax insignis ingår i släktet Oedothorax och familjen täckvävarspindlar.
Artens utbredningsområde är Tyskland. Inga underarter finns listade i Catalogue of Life.